# Tanio Boccia
Tanio Boccia (* 1912 in Potenza; † 1982 in Rom) war ein italienischer Drehbuchautor und Filmregisseur.

## Leben
Boccia war in den 1930er und 1940er Jahren als Tänzer und Choreograf aktiv; auch als Schauspieler in Dialektstücken war er zu sehen.
Ab 1950 wechselte er ins Filmgeschäft und drehte insgesamt 20 Filme; am bekanntesten sind seine Abenteuer- und Historienfilme, wie zum Beispiel Julius Cäsar, der Tyrann von Rom (1962), Samson und die weißen Sklavinnen (1963) und Il dominatore del deserto (1964); häufig drehte er mit Kirk Morris. Ende der 1960er drehte er dann auch einige Italowestern.
Boccias Künstlername lautete Amerigo Anton.

## Filmografie (Auswahl)
- 1957: Traguardi di gloria
- 1960: Schlacht um Babylon (Il conquistatore dell'Oriente)
- 1961: Maciste besiegt die Feuerteufel (Il trionfo di Maciste)
- 1962: Julius Cäsar, der Tyrann von Rom (Giulio Cesare, il conquistatore delle Gallie)
- 1963: Samson und die weißen Sklavinnen (Sansone contro i pirati)
- 1964: La valle dell'eco tonante
- 1964: Sandar-Khan, der Herr der gelben Hölle (I predoni della steppa)
- 1964: Il dominatore del deserto
- 1964: Marco – der Unbezwingbare (Maciste alla corte dello zar)
- 1964: Die Rache des Ivanhoe (La rivincita di Ivanhoe)
- 1965: Agente X-1-7 (Agente X 1-7 operación Océano)
- 1966: Für eine Handvoll Blei (Uccidi o muori)
- 1967: Die sich in Fetzen schießen (Dio non paga il sabato)
- 1968: Mein Leben für die Rache (Sapevano solo uccidere)
- 1970: La guerra sul fronte Est
- 1972: Djangos blutige Spur (La lunga cavalcata della vendetta)
- 1973: Studio legale per una rapina